# Chariaspilates niponaria
Chariaspilates niponaria là một loài bướm đêm trong họ Geometridae.